# Omicidio di Giuseppe De Luca
L'omicidio di Giuseppe De Luca fu commesso a Roma il 31 luglio 1981 da un commando appartenente al gruppo d'ispirazione neofascista, Nuclei Armati Rivoluzionari. La vittima era egli stesso un esponente degli ambienti dell'estremismo di destra romano.

## L'antefatto
L'omicidio De Luca si colloca in un preciso momento storico che, agli inizi degli anni ottanta, vide i Nuclei Armati Rivoluzionari quali protagonisti di una serie di omicidi, all'interno degli ambienti della destra eversiva, nei confronti di presunti delatori, traditori e approfittatori. Giunti quasi alla fine della loro storia, e decimati dagli arresti, i NAR, infatti, abbandonarono in gran parte la strategia della lotta spontaneista armata contro lo Stato, per dedicarsi quasi esclusivamente a vendette personali e regolamenti di conti interni all'ambiente neofascista.
(Francesca Mambro, citazione tratta dal libro A mano armata di Giovanni Bianconi)

## La morte
Giuseppe De Luca, detto Pino il calabro, era accusato dal gruppo di essere un truffatore e di aver sottratto, in una circostanza, anche dei soldi ad uno dei leader dell'organizzazione, Alessandro Alibrandi. Con la promessa di fargli acquistare alcune armi nella zona di Montecarlo, De Luca avrebbe convinto Alibrandi a partire per la Costa Azzurra per poi, una volta giunti sul posto, simulare il furto dei soldi incautamente lasciati nel cruscotto dell'auto, vantandosi poi dell'impresa con l'offerta di una cena ad alcuni ragazzi dell'ambiente neofascista.
I NAR cominciarono così a tenerlo d'occhio e fecero un paio di appostamenti nei pressi della Tomba di Nerone, dove De Luca risiedeva, senza però incontrarlo. Finché, la sera del 31 luglio 1981, riuscirono infine a intercettarlo mentre rientrava a casa, verso le 19.30. Alla sorella De Luca disse che avrebbe fatto una veloce doccia per poi uscire di nuovo con gli amici. Con Alibrandi e Francesca Mambro di copertura, Giorgio Vale si introdusse in casa con una scusa e lo uccise con un solo colpo di pistola.